# Петро-Ивановский сельский совет
Петро-Ивановский сельский совет — входит в состав 
Двуречанского района Харьковской области
Украины.
Административный центр сельского совета находится в 
с. Петро-Ивановка.

## История
- 1943 — дата образования.

## Населённые пункты совета
- с. Петро-Ивановка
- с. Митрофановка
- с. Нововасилевка
- с. Новомлынск
- с. Фиголевка

### Ликвидированные населённые пункты
- с. Коренное
- с. Михайловка